# Débardage

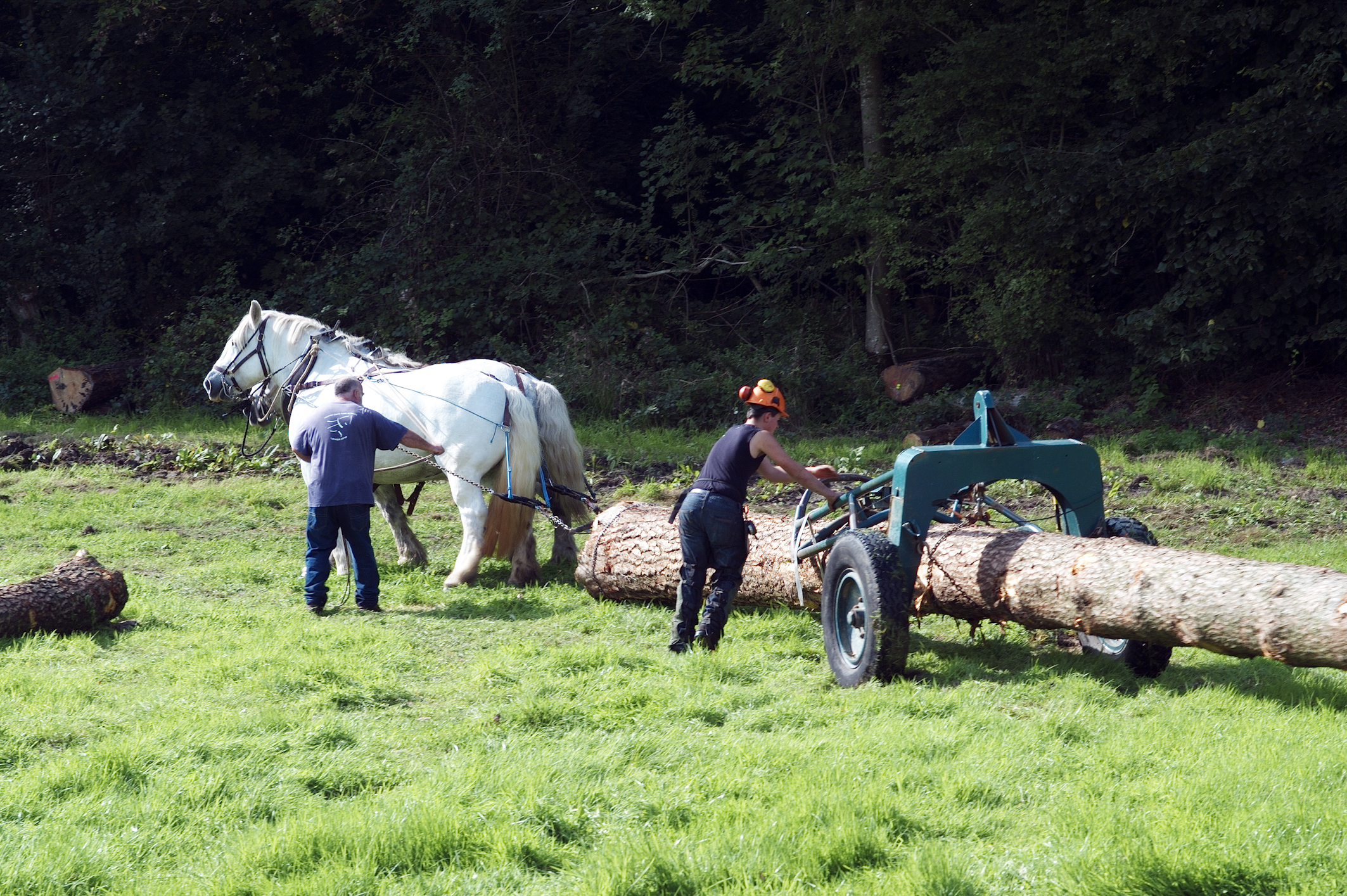
Débardage avec train deux roues avec attelage de chevaux percherons.

Le débardage est la première opération après la coupe forestière : elle consiste à transporter des arbres abattus sur le lieu de coupe vers le lieu de dépôt ou de décharge provisoire, connu sous le nom technique de « chargeoir », près d'une route ou d'une voie adaptée au transport ultérieur lointain. Cette appellation s'applique encore à la première vidange des pierres dans les carrières ou des amas pierreux et éventuellement des équipements lourds dans les mines, aux opérations de transport lourdes et encombrantes en manutention. 

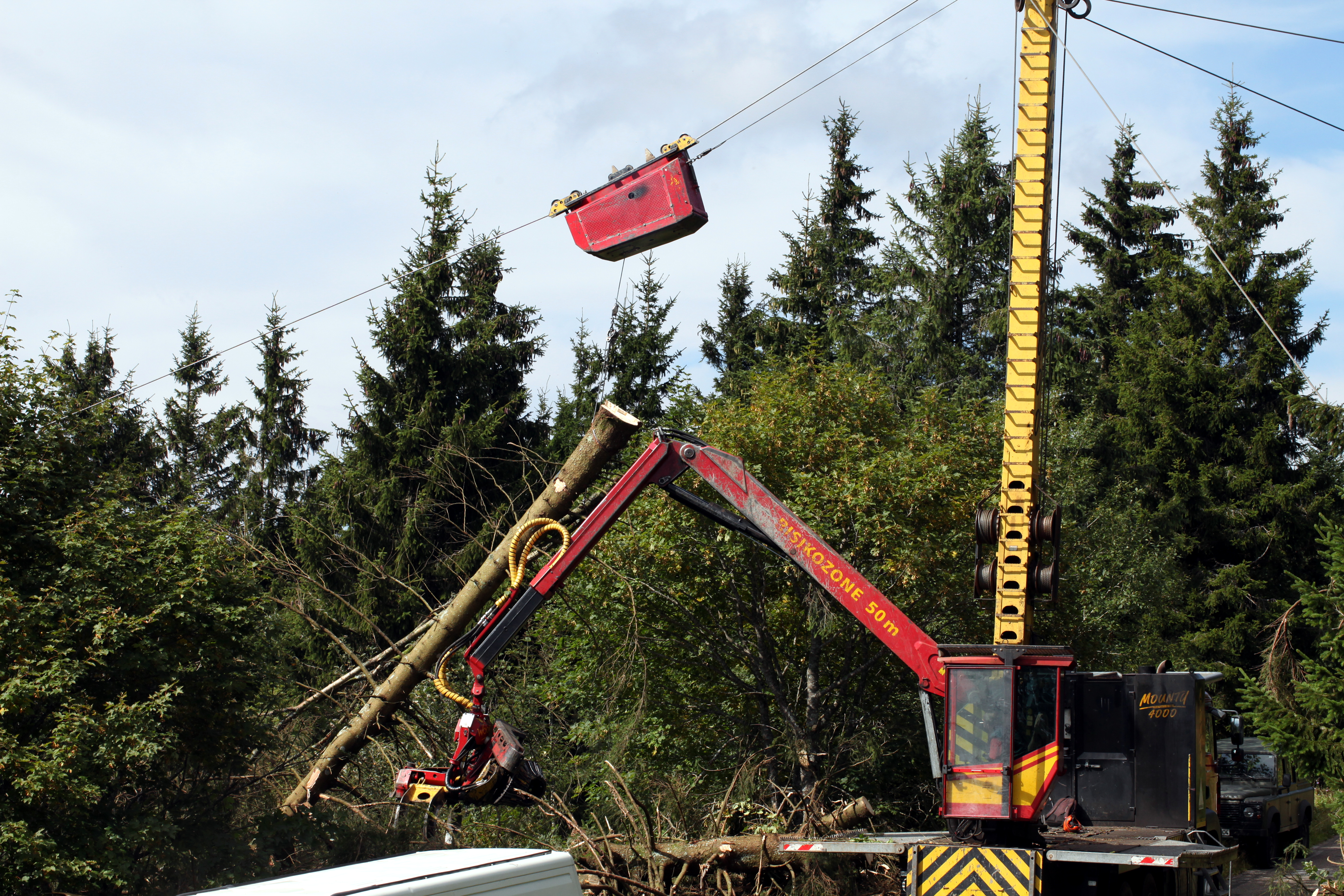
Débardage par câble.

Si le verbe transitif barder signifie à l'époque moderne « transporter », le verbe débarder indique l'action de « décharger » et par extension dans un port ou un lieu de chargement multiple, de « recharger ». Ainsi, par analogie, le débardage désigne également le transport par portage, sur un porteur ainsi que le chargement /déchargement des marchandises dans les ports. L'art et la force des débardeurs étaient nécessaires sur les chantiers, en absence d'engins mécanisés.

## Mode de débardage ancien

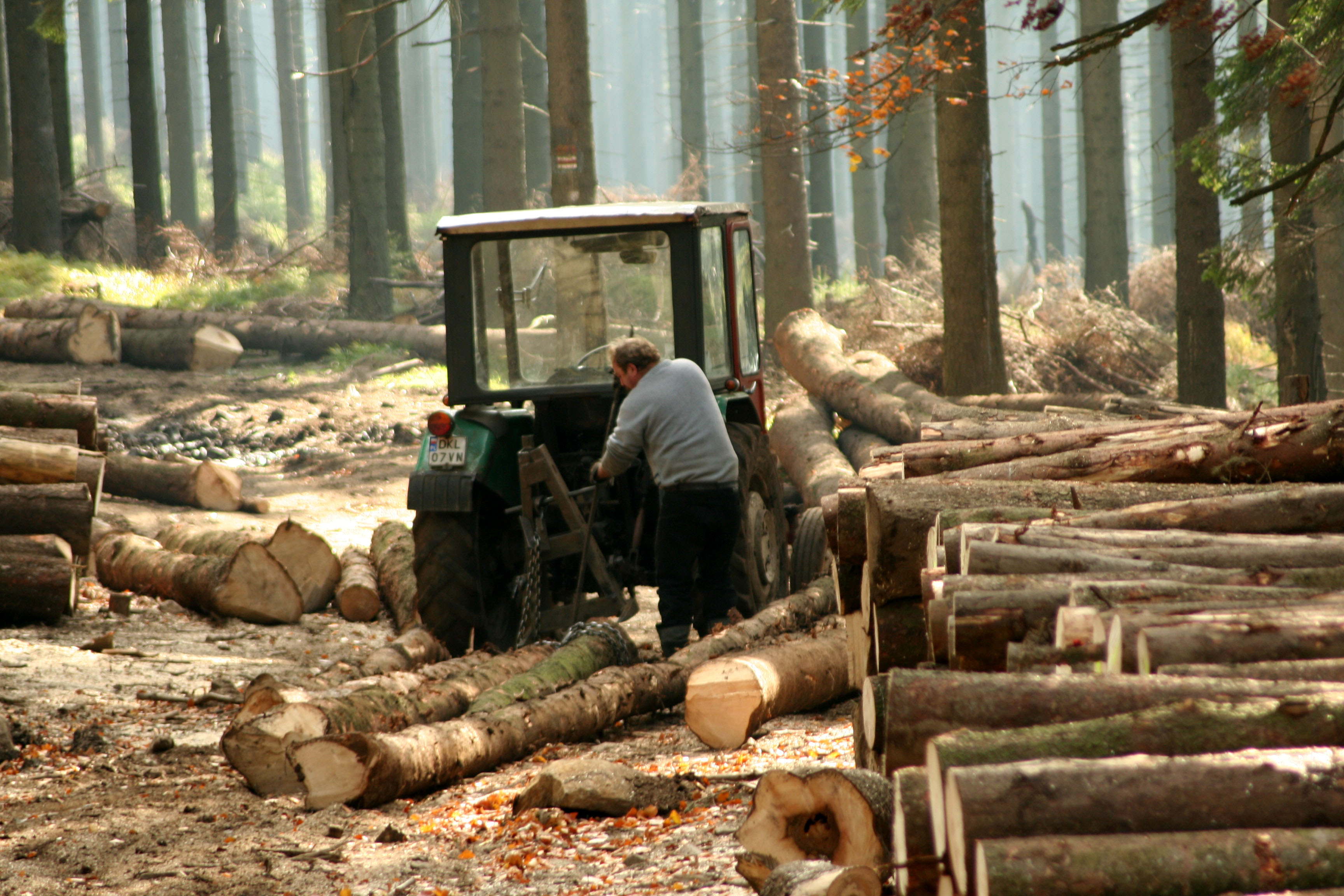
Débardage avec un tracteur.

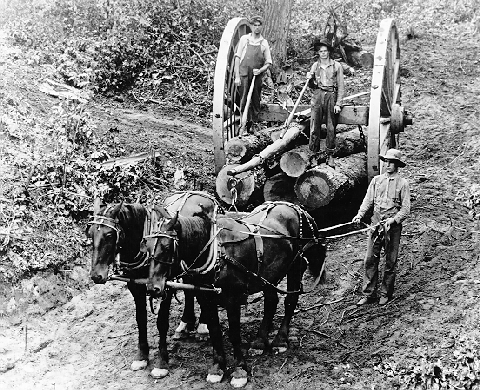
Débardage (vers 1900).

Le verbe desbarder est connu en 1522 avec, en particulier, le sens de « décharger un bateau ». La graphie ancienne disparaît vers 1740. Le mot desbardage est attesté en 1680, bien après le mot desbardement. Les deux mots s'écrivent débardage et débardement avec la graphie moderne du XVIIIe siècle. Le préfixe dé- ou anciennement des- donne le sens d'un déchargement après un transport ou bardage. 
Ce déchargement sur le quai ou le bord d'une rive portuaire concerne par exemple le bois d'un navire ou d'un train de flottage. mais les débardeurs ne s'activent pas uniquement à démonter un train de bois flotté, à entreposer à quai les bois, à déchirer les vieux bateaux pour en reprendre les planches, ils peuvent décharger n'importe quels types de marchandises lourdes. Le terme débardeur est déjà attesté en 1528. Il désigne aussi les manœuvres ou le maître qui chargent et déchargent un navire (dockers) ou un véhicule (porteurs). Le débardeur et la débardeuse désignent des ouvriers hommes et femmes, occupés à débarquer ou embarquer les marchandises. Dès le milieu du XIXe siècle, une débardeuse signale une femme du bas-peuple, de forte stature, à la fois masculine et grande gueule. Flaubert en rappelle l'existence dans un passage de son roman L'éducation sentimentale, paru en 1869. Au début et surtout au milieu du XXe siècle, ce terme professionnel, associé à des outillages manuels au contraire de l'équipement mécanisé du docker, est vieilli.
Dans les mines, les carrières ou les forêts, le débardage concerne surtout le transport habituel du matériau abattu ou coupé (bois, grumes, pierre) ou extrait (minerais), parfois taillé (pierre de taille au carré), vers le chemin, la voie, la rivière, le sommet de la pente qui, à partir du chargeoir ou lieu de chargement, permet son transport au-delà. Le débardeur est alors soit un ouvrier soit un entrepreneur qui, dans une carrière ou sur une coupe, opère le débardage, souvent pour le compte du propriétaire ou marchand acheteur. Dans le monde rural et forestier, le débardeur est souvent un paysan indépendant qui adapte son chariot et son attelage à ce type d'activité en hiver, pour le compte d'un marchand de bois. Les galvachers ou bouviers-charretiers itinérants du Morvan, louant la force de traction de leur attelage à bœufs, pratiquaient ce métier parmi d'autres services ruraux, en migrant vers le nord et l'ouest.
Au XIXe siècle, le débardage dans le monde agricole peut correspondre à l'évacuation des racines de plantes à racines pivotantes, par exemple de betteraves, après leur arrachage dans les champs vers les chemins carrossables. Il peut désigner l'enlèvement des racines des arbres fruitiers et des vignes, pour éviter les pousses adventices.

## Débardage des bois en forêt

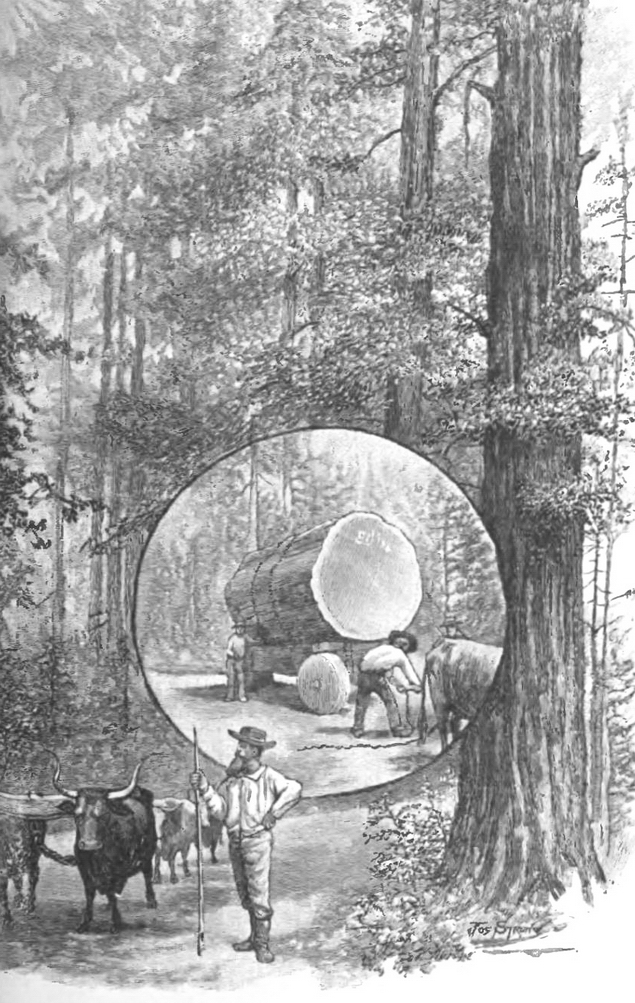
Débardage par bœufs, États-Unis, vers 1900.

Le débardage forestier repose sur une multitude de techniques, parfois croisées ou ajoutées à la suite:

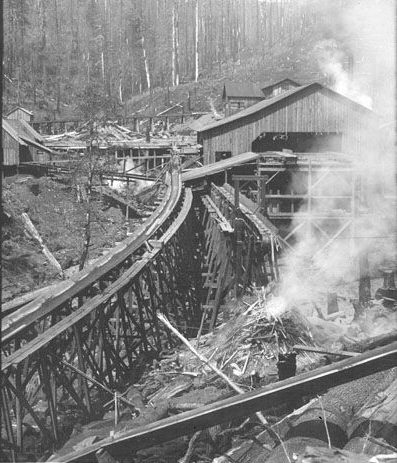
Débardage avec un flume.

- portage, par couchage du tronc sur des alignements de bâtons maintenus perpendiculaires (cas rituel du mat de cocagne) ou par le triqueballe,
- lançage des sapins ou arbres ébranchés depuis les hauteurs, autrefois opération très rarement sauvage à travers sur les pentes sur des couloirs spécifiques, et plus commune sur des chemins creux aménagés en fortes pentes ou véritables couloirs de descentes en partie aménagés, pour rejoindre la vallée ou la rivière. Les lieux-dits spécifiques de cette activité parfois dangereuse étaient nommés le ou les lançoir(s), jet(s) ou get(s). La plupart des troncs ou grumes lancés ou jetés, du fait des chocs, n'étaient pas destinés à la scierie pour y scier des planches. La taillage (équarrissage) du bois s'effectuait autrefois à la hache.
- traînage au sol avec utilisation éventuelle d'animaux de trait (bœufs, chevaux, buffles, éléphants) ou d'engins motorisés,
- traîne grâce à des bards ou des traîneaux adaptés, tels que les schlittes, avec usage de la pente, installation de chemin, et traction animale ou motorisée éventuelle sur le plat,
- voiturage sur les chemins par la traction animale ou motorisée,
- flottage sur la rivière, le fleuve ou la mer, avec remorquage éventuel,
- flottaison ou flottement par canalisation aménagée (flumes),
- téléphérage ou débardage par câble en acier.
- débardage aérien avec les ballons dirigeables, plusieurs fois testé et étudié, mais non testé à grande échelle), les portées étant faibles et les résultats d'évolutions étant catastrophiques par vents changeants,
- débardage aérien par hélicoptère en montagne (en France depuis 1975)[4].

Le débardage par traînage et voiturage, puis par voie d'eau a longtemps été la méthode la plus courante jusqu'à l'essor des voies ferrées. Dans les forêts de sylviculture, il a souvent au XXe siècle été remplacé par un débardage mécanisé jugé responsable parfois d'une considérable dégradation des sols (tassement nuisant aux racines et à la circulation de l'eau et des nutriments) et à l'environnement (bruit, pollution due aux moteurs, huiles, etc., nécessité d'un réseau dense de routes et pistes, destruction des chemins champêtres ou de simples randonnées, etc.). 
Le débardage par animaux (cheval, buffle, éléphant) se retrouve aujourd’hui en phase avec les préoccupations écologiques en ce qu'il est plus respectueux des sols et moins gourmand en carburants. Le téléphérage permet de limiter les impacts sur le sol, mais pour un coût légèrement augmenté, sauf en milieu difficile (massifs montagneux peu accessibles aux engins).

### Cas spécifique du débardage au cheval

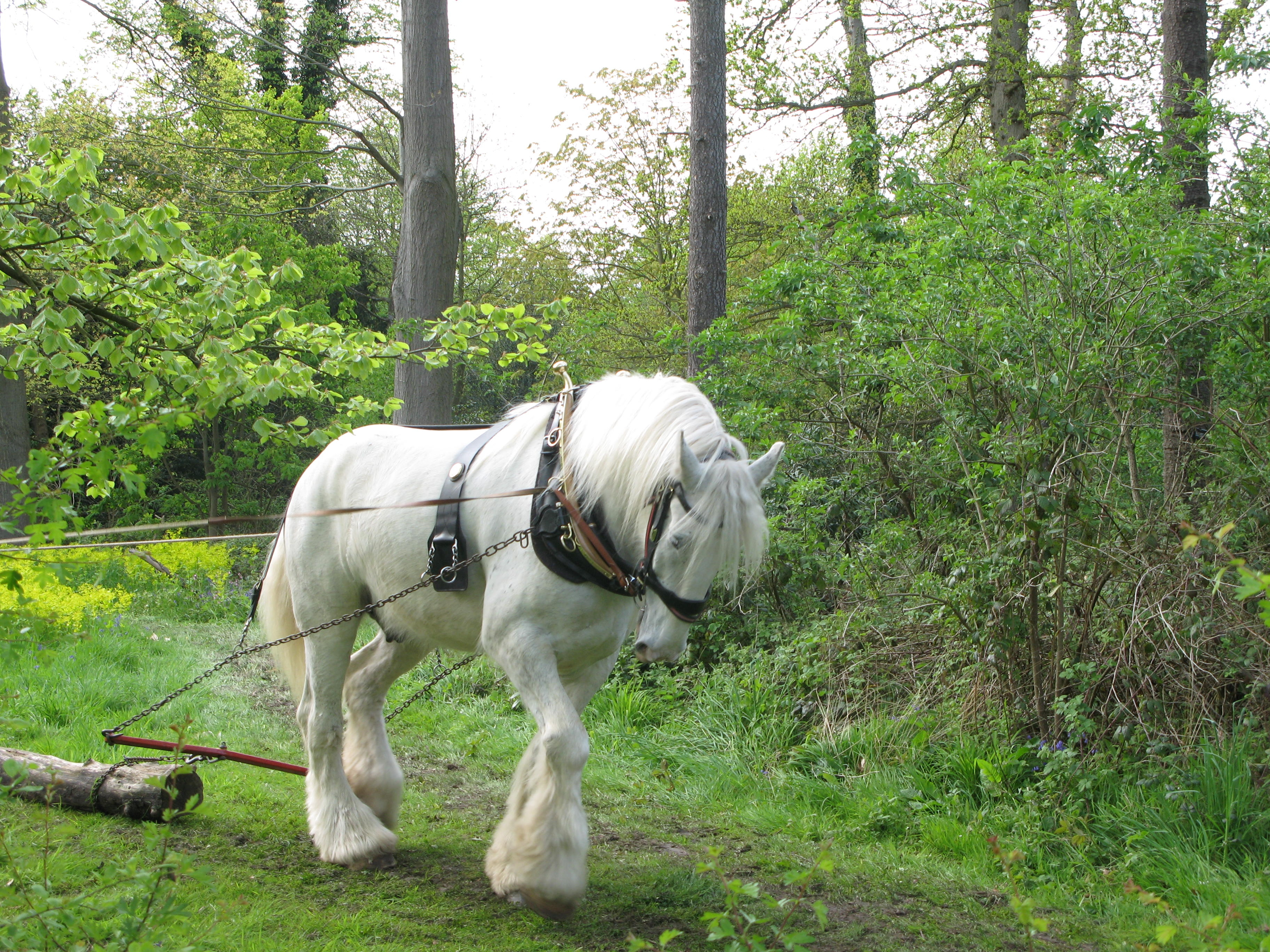
Débardage avec un cheval de race Shire.

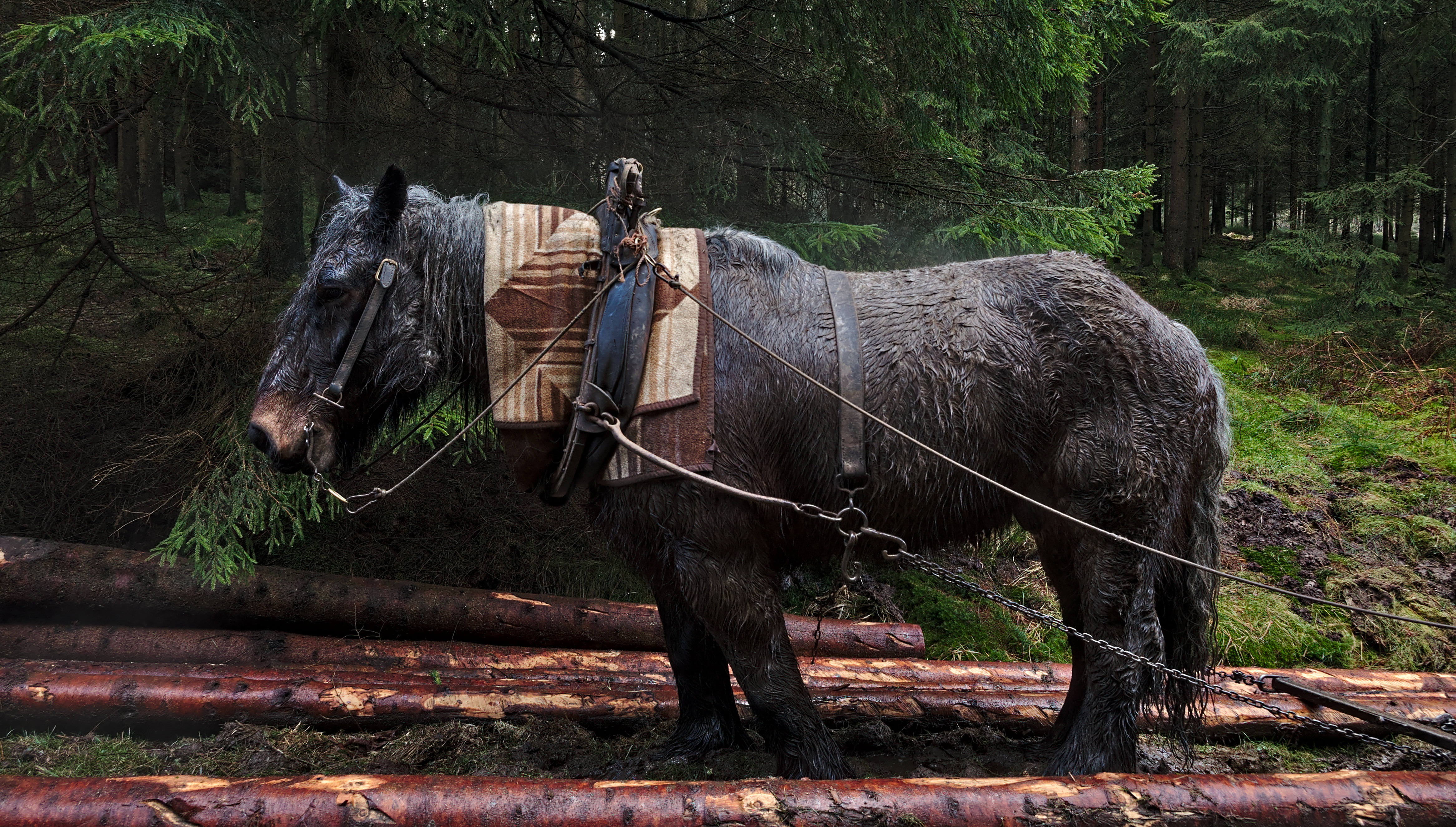
Cheval de trait affecté au débardage.

L’utilisation du cheval dans le domaine forestier propose de nombreux avantages tel que la protection des sols, l’absence de pollution, un travail dans le silence ou presque. Elle permet l’accueil de la population environnante. Ce dernier permet un lien social avec les commanditaires et le public qui sont plus fascinés par la force du cheval que par la turbulence des machines forestières. 
Seulement cette technique de travail nécessite un temps de préparation et d’entretien bien plus important (nourrissage, nettoyage, garnissage, …). De plus, un cheval peut aussi avoir besoin de soins médicaux qui nécessitent de lourdes dépenses. Enfin l’utilisation du cheval résulte d’une prestation à l’heure bien plus chère (environ 60 €/h).
Pour un travail en sécurité, le cheval doit avoir reçu un dressage rigoureux afin de permettre un travail dans de bonnes conditions. De nombreux prestataires préfèrent diriger leurs chevaux avec une corde appelé « Cordeau » par rapport aux longues rênes appelées « guides» qui nécessite l’utilisation des 2 mains. 
Afin de pouvoir tracter des billes de bois (appelées aussi grumes), le cheval est muni d’un harnais pour les travaux forestiers/agricoles (composé de traits), d’une bride, d’une paire de guides (ou d’un cordeau), d’un collier situé au niveau du poitrail et de l’encolure, et d’un palonnier qui permettra d’accrocher le bois avec une chaîne composée d’un crochet étrangleur à chaque extrémité.
L'utilisation du cheval de trait est très demandé par les propriétaires de parc arboré, sans la présence de chemins permettant l'accessibilité aux forêts pour les machines forestières, le cheval peut-aussi travailler sur des zones protégées ou avec des sols et des espèces floristiques fragile (Parcs naturels, Zone Natura 2000, Tourbières, zones marécageuses, …).
Les chevaux plus rapides et maniables, plus nerveux bien que parfois plus fragiles que les bœufs placides et résistants ont été très tôt appréciés pour le débardage forestier. Un cheval puissant bien dressé pouvait parfois accomplir en une demi-journée la tâche d'une paire de bœufs attelés en une journée.
Il permet de diminuer le tassement du sol, n'impose pas de créer de nouveaux layons ou nouvelles pistes ou accès. Se contentant de passages de moins de un mètre de large, le cheval respecte les sols fragiles et travaille sans bruit de moteur ni pollution. Le cheval, avec des performances variables selon l'attelage, la taille et forme des arbres à tirer et le terrain, peut traîner un cube maximal moyen (en traîne directe) de 1 m3, 1,5 pour deux chevaux, avec un maximum d'efficacité à 0,5 m3 pour un cheval seul et 0,7 m3 pour trois chevaux. La performance monte à 2,5 m3 si l’on utilise un triqueballe ou avant-train. Soit un volume moyen quotidiennement débardable traîné sur 100 m de 18 m3 jour (pour un distance-cube moyen (DCM) de 0,25 m3), de 25 m³/jour pour une DCM de 0,5 m3, et de 18 m³/jour pour une DCM de 1 m3. Pour une distance de 200 m, ces chiffres passent respectivement à 12, 18 et 12. 
Sur un terrain plus facile, le fardier (ou trinqueballe ; engin hippomobile à 2 roues freinées, un timon et un treuil) permet avec 2 ou 3 chevaux de soulever et tirer des grumes pesant jusqu'à 5 000 kg (3 à 4 m3).

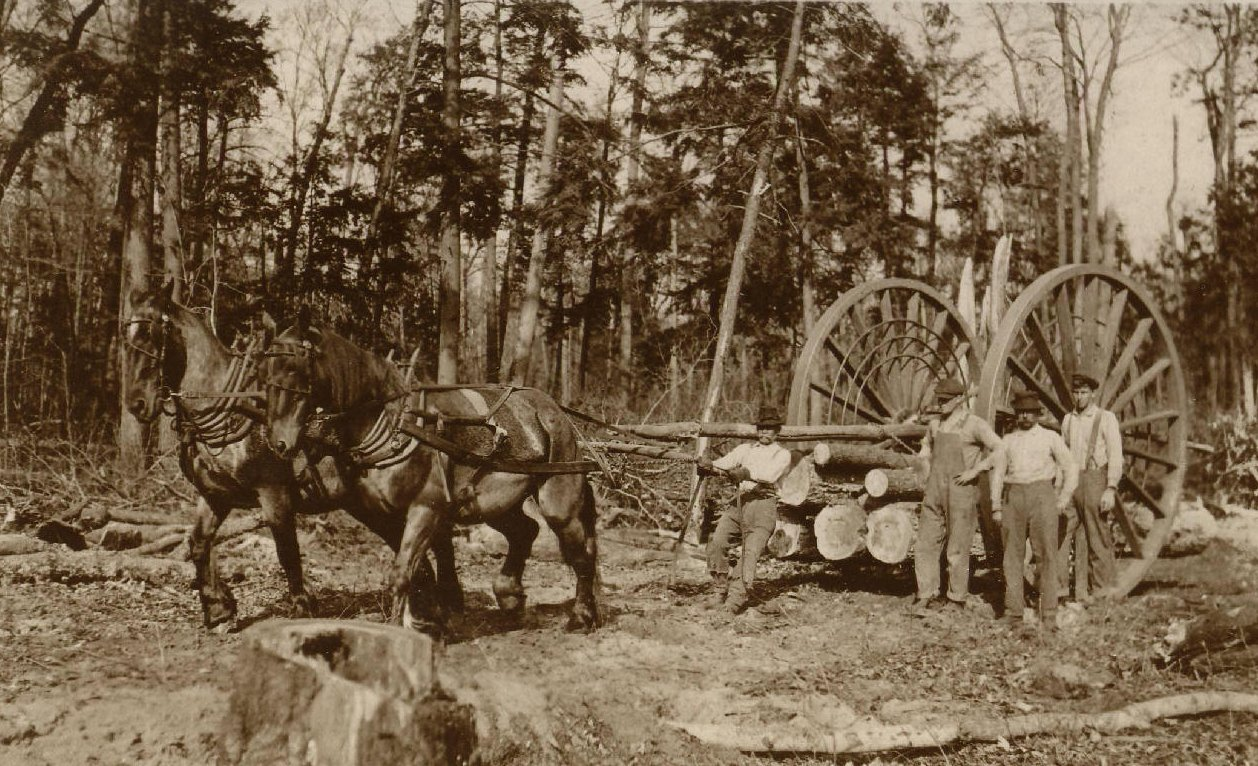
Débardage à char à plateau et à grandes roues, Michigan vers 1915.

Le cheval est moins rapide en moyenne, mais plus efficace pour le débusquage sur les sols difficiles et moins coûteux (24 euros par heure de prestation contre 32 euros pour le tracteur agricole (en tenant compte du coût d'achat, et d'utilisation, des coûts salariaux et d'entretien et déplacement (identiques ou proches). Le tracteur reste plus rentable pour le débardage hors du boisement lui-même (sur pistes). Le cheval est plus coûteux par m³ exporté mais il exploite plus facilement les fortes pentes (dans le sens de la descente) et ce surcoût est parfois entièrement compensé par l'absence de besoin d'infrastructures et par le bénéfice (bois vendu beaucoup plus cher) d'écolabels tels que le FSC plus facilement acquis avec ce type de débardage.
Dans les Ardennes belges (Province belge de Luxembourg), environ 90 % des trois premières éclaircies des boisements de résineux sont aujourd’hui exploitées à l’aide du cheval qui sortent facilement et de manière rentable ces bois légers
Avec des engins motorisés équipés de grues à moteur auxiliaire, en charrette ou traîneau, la production journalière varie du simple au double (15 à 30 stères/jour) selon la difficulté du chantier. Le tracteur impose par ailleurs un cloisonnement qui est cause d'une grande perte de surface exploitable et de dégradation des sols, ainsi que d'une artificialisation marquée des forêts.
À la différence du tracteur, pour le débardage ou débusquage, le cheval est aussi à l'aise en futaie régulière qu'en futaie jardinée ou en zone protégée (par exemple pour le tétra) où le cheval est particulièrement apprécié. Il est également apprécié dans les cas où le propriétaire demande un label ou une certification de gestion « écologique » de sa forêt (FSC par exemple). Il est aussi efficace pour aider les travaux de cantonniers de rivière à l'enlèvement d'embâcles et de macrodéchets et à restaurer la ripisylve.

## Notes et références

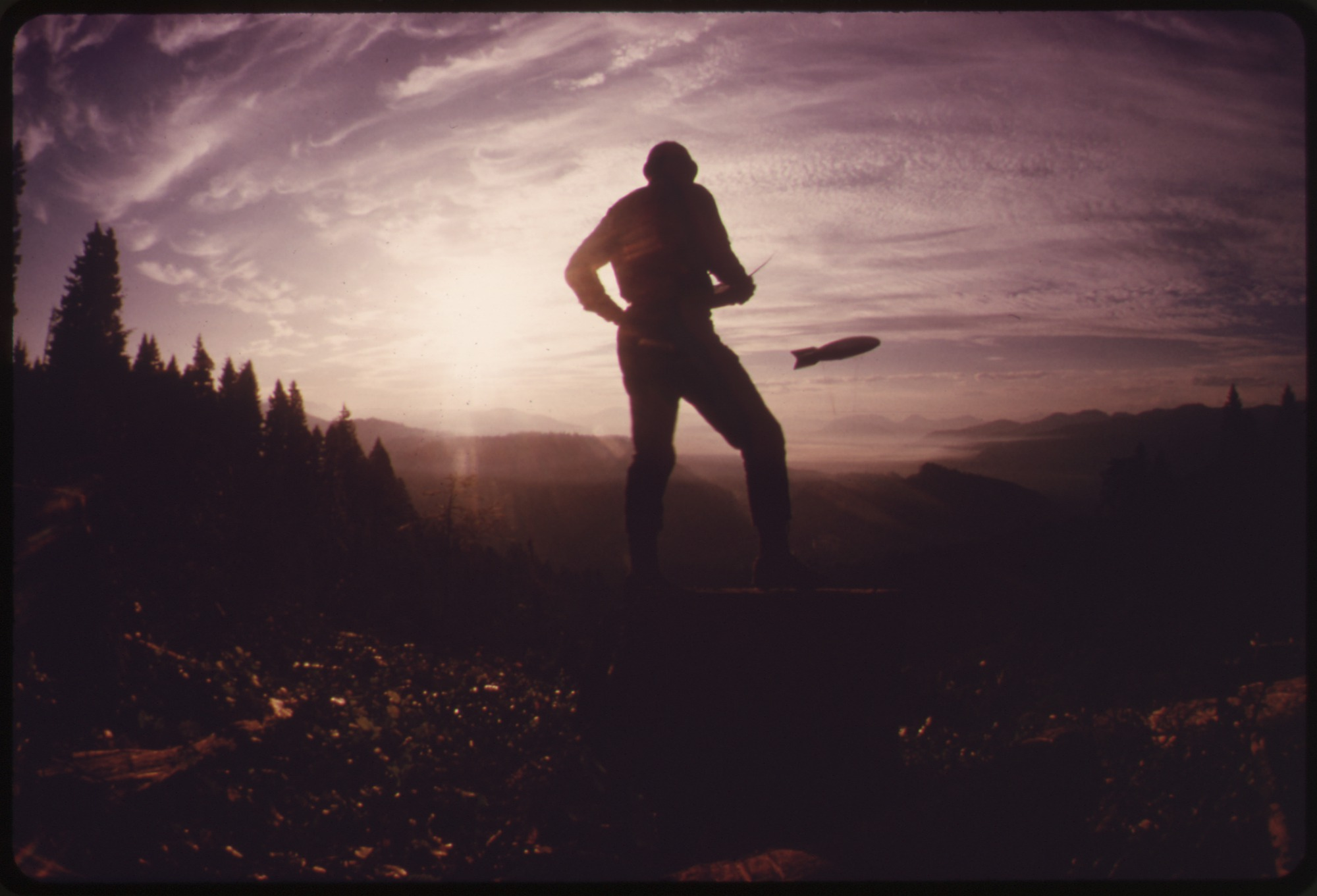
Test de débardage par ballon dirigeable (États-Unis, 1966 près d'Eugene, dans l'Oregon) Source : NARA.

### Débardage en hiver

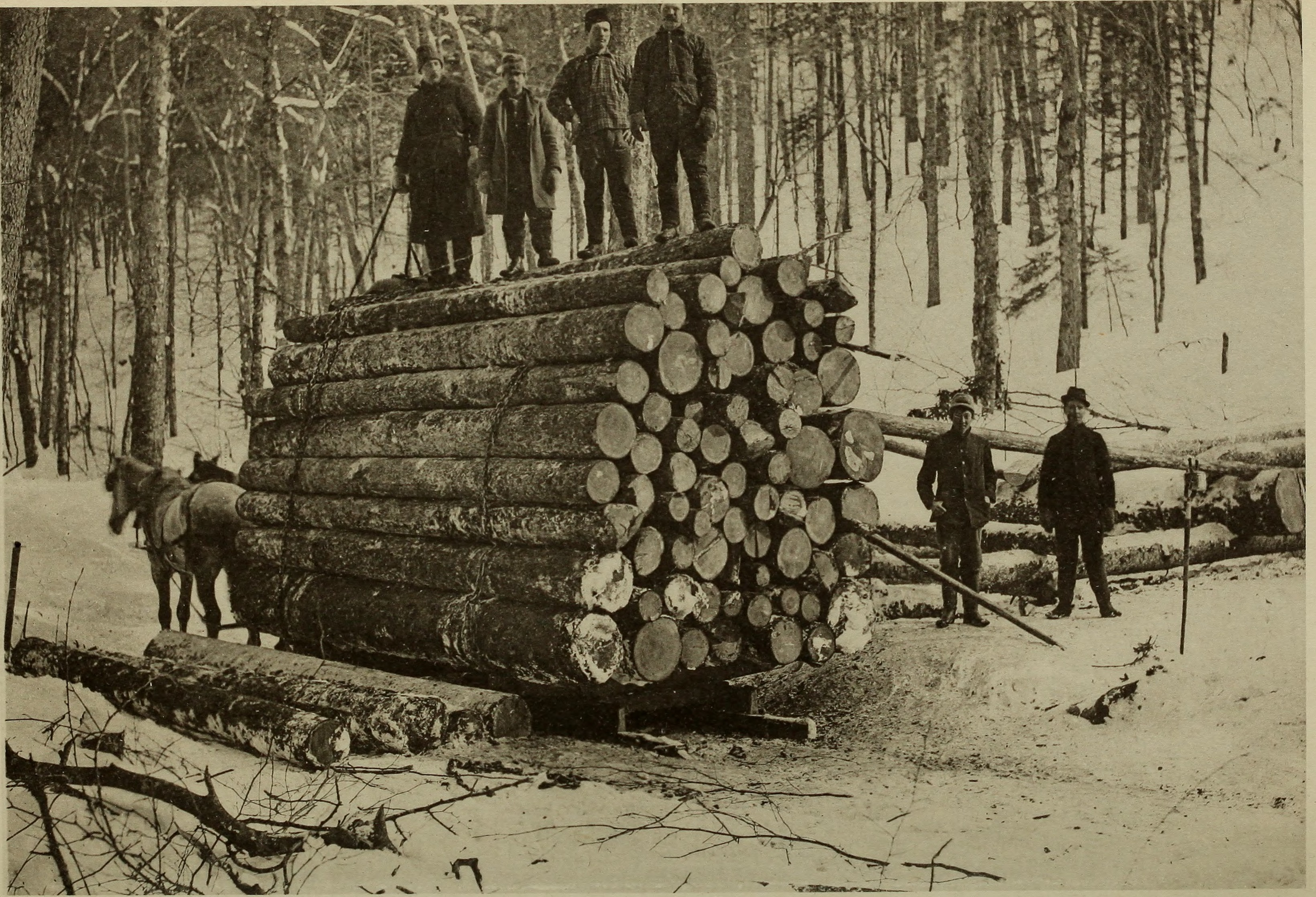
Débardage sur traineau sur sol gelé.

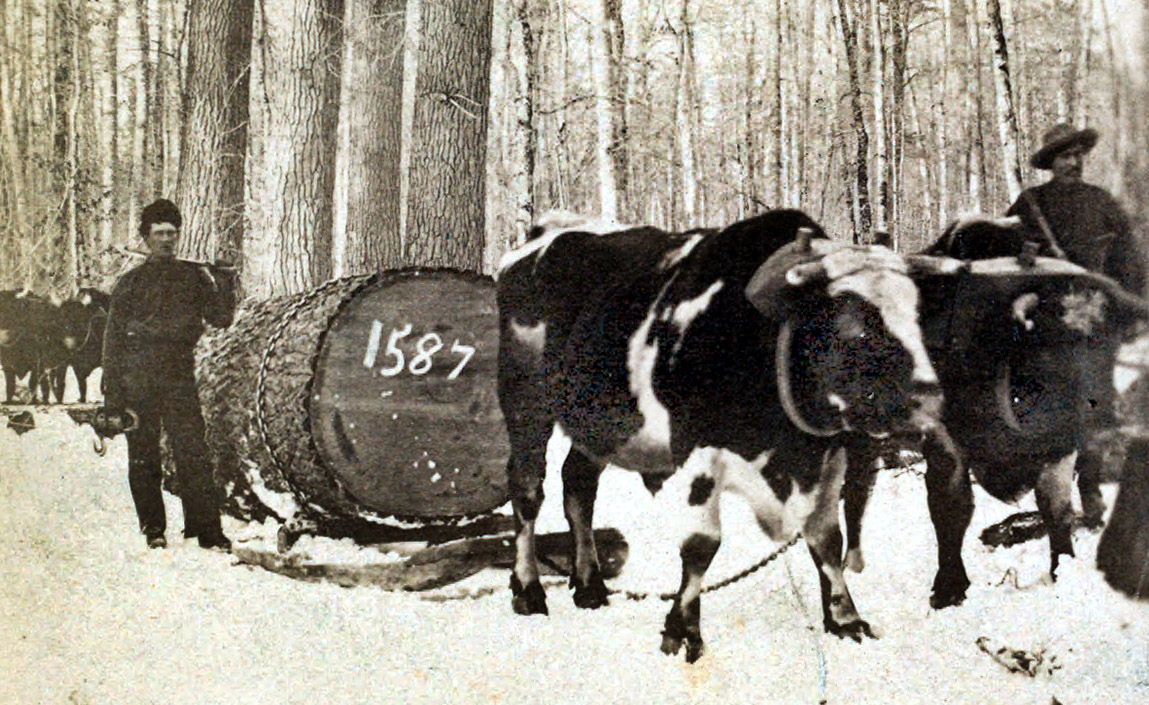
En hiver, deux bœufs suffisaient ici pour tirer une grosse bille de bois sur un traîneau.

Différentes  considérations ont longtemps conduit à récolter les bois en hiver. Le débardage jusqu'aux cours d'eau se faisait souvent en hiver sur sol gelé. Le flottage s'établissait au printemps lorsque les rivières sont grossies de l'eau de fonte, ainsi qu'en été. Ce qui se vérifie début XXe siècle au Québec: les bois transportés par des chevaux sur les lacs et les cours d'eau gelés, sont au printemps flottés jusqu'aux usines de transformation; vers 1930, les premiers camions font leur apparition sur les chantiers, et en 1950 le camionnage des bois commence sur des réseaux routiers qui prennent de l'expansion; le flottage est progressivement abandonné; enfin les opérations de récolte et de transport des bois toutes saisons font leur apparition les décennies qui suivent; des activités de récolte et de transport durant la période hivernale subsistent, presque exclusivement concentrées dans des endroits comme les sols minces, hydromorphes, avec une faible capacité portante, etc.; la récolte des bois au Québec se fait désormais souvent en été, l'automne se passe à construire les chemins d'hiver, et le transport s'effectue quand la structure est suffisamment gelée, fin novembre . Le gel peut multiplier par 8 ou 10 la portance du sol.